# Каракалпацька Автономна Радянська Соціалістична Республіка
Каракалпа́цька Автоно́мна Радя́нська Соціалісти́чна Респу́бліка — автономна республіка у складі СРСР, що існувала в 1932—1992 роках.
Столиця — місто Турткуль (до 1933 року), Нукус.

## Історія
Кара-Калпацька АРСР була утворена в складі РРФСР 20 березня 1932 з Кара-Калпацької АО.
5 грудня 1936 територія автономної республіки була передана до складу Узбецької РСР.
У 1964 році перейменована на Каракалпацьку АРСР. У 1992 році перетворена на Республіка Каркалпакстан.

## Керівництво Кара-Калпацької АРСР

### Голови Центрального виконавчого комітету
1. Нурмухамедов Коптлеу (травень 1932 — 1933)
2. Сапаров Нурум (1933 — 24 липня 1938)

### Голови Президії Верховної ради
1. Бекназаров Пірімбет (24 липня 1938 — 1942)
2. Джуманазаров Матеке (1942 — 1955)
3. Жапаков Науруз (1955 — 1956)
4. Джуманазаров Матеке (1956 — 1960)
5. Єшимбетов Давлет (1960 — 1978)
6. Рзаєв Камал (1978 — 1985)
7. Єшимбетова Турсун Алламбергенівна (1985 — 1990)

### Голови Верховної ради
1. Єшимбетова Турсун Алламбергенівна (1990 — лютий 1991)
2. Шамшетов Даулетбай Нуратдинович (лютий 1991 — листопад 1991)

### Президенти
1. Шамшетов Даулетбай Нуратдинович (11 листопада 1991 — червень 1992)

### Голови Ради народних комісарів — Ради міністрів
1. Авезов Касим (травень 1932 — 1935)
2. Курбанов Джумабай (1935 — 1938)
3. Нієтуллаєв Ходжабай (1938 — 1941)
4. Сеїтов Піржан (1941 — жовтень 1946)
5. Жапаков Науруз (жовтень 1946 — 1952)
6. Сеїтніязов Джолімбет (1952 — 15 липня 1954)
7. Сеїтов Піржан (15 липня 1954 — 1956)
8. Жапаков Науруз (1956 — 1959)
9. Камалов Каллібек (1959 — березень 1963)
10. Айтмуратов Ережеп (березень 1963 — 15 липня 1981)
11. Юсупов Марат Джуманіязович (15 липня 1981 — 1985)
12. Ядгаров Дамір Саліхович (1985 — жовтень 1988)
13. Нієтуллаєв Сагиндик Даулетіярович (жовтень 1988 — липень 1989)
14. Таджиев Амін Хамрайович (липень 1989 — січень 1992)

### Перші секретарі обкому КП Кзбекистану
1. Чурбанов Тимофій Іванович (березень 1932 — квітень 1933)
2. Алієв Іслам Садикович (квітень 1933 — квітень 1937)
3. Ризаєв Давлят (квітень 1937 — липень 1937)
4. Балтаєв Карім (в.о.) (липень 1937 — жовтень 1937)
5. Павлов Василь Михайлович (в.о., 2-й секретар) (жовтень 1937 — 1938)
6. Халікеєв Курбанбай (квітень 1938 — березень 1941)
7. Камалов Сабір (квітень 1941 — жовтень 1946)
8. Сеїтов Піржан (жовтень 1946 — 1949)
9. Камбаров Турсун (1949 — квітень 1950)
10. Сеїтов Піржан (квітень 1950 — січень 1952)
11. Махмудов Арзі (січень 1952 — 1956)
12. Махмудов Насир (1956 — березень 1963)
13. Камалов Каллібек (березень 1963 — 13 серпня 1984)
14. Саликов Какімбек (13 серпня 1984 — 26 липня 1989)
15. Нієтуллаєв Сагиндик Даулетіярович (26 липня 1989 — 18 січня 1991)
16. Шамшетов Даулетбай Нуратдинович (18 січня 1991 — 14 вересня 1991)